# Аэростат

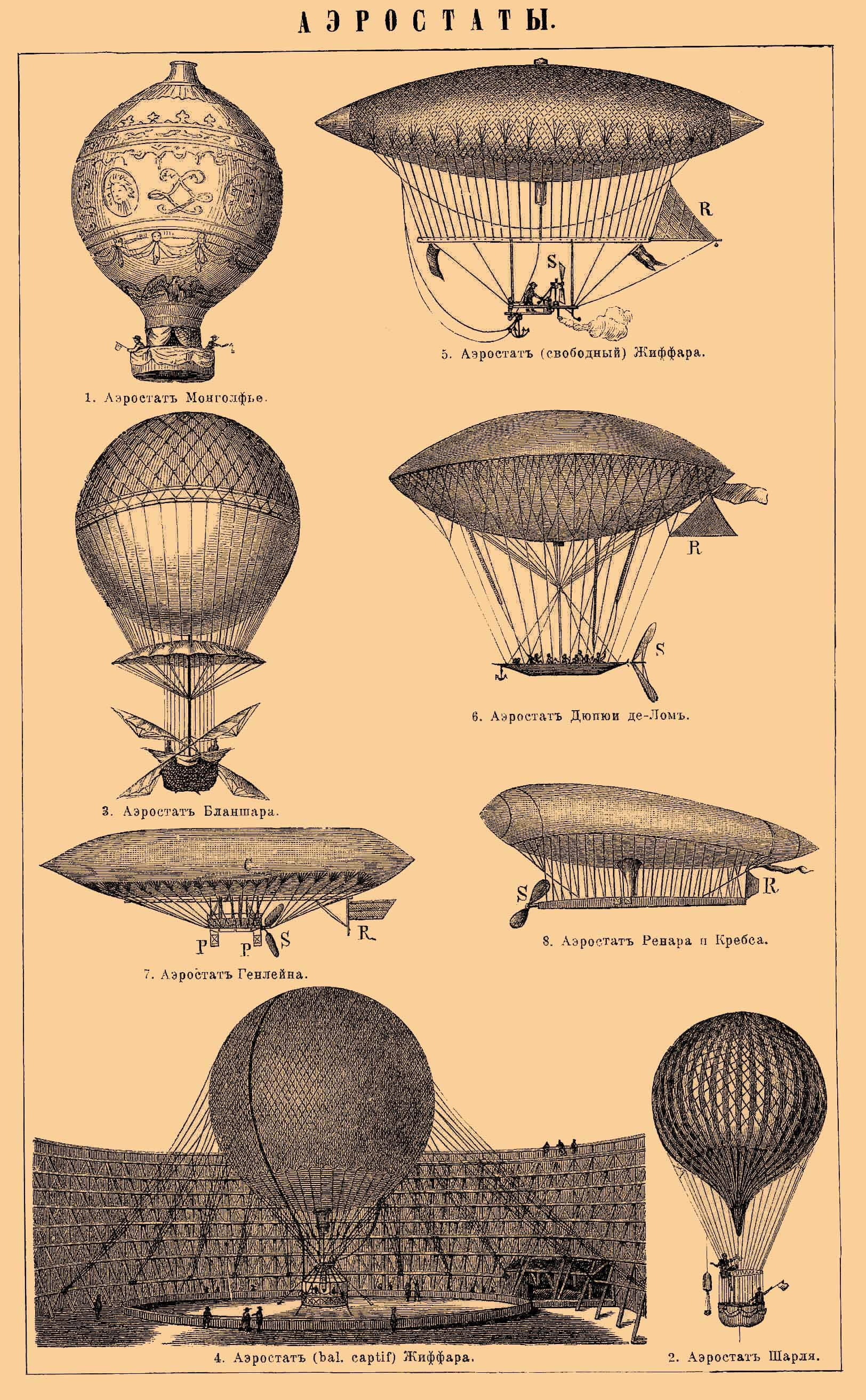
Воздушные шары и дирижабли:
1 — аэростат Монгольфье;
2 — газовый аэростат Шарля;
3 — аэростат Бланшара;
4 — аэростат Жиффара;
5 — свободный аэростат Жиффара;
6 — аэростат Дюпюи де Лом;
7 — аэростат Генлейна;
8 — аэростат Ренара и Кребса.

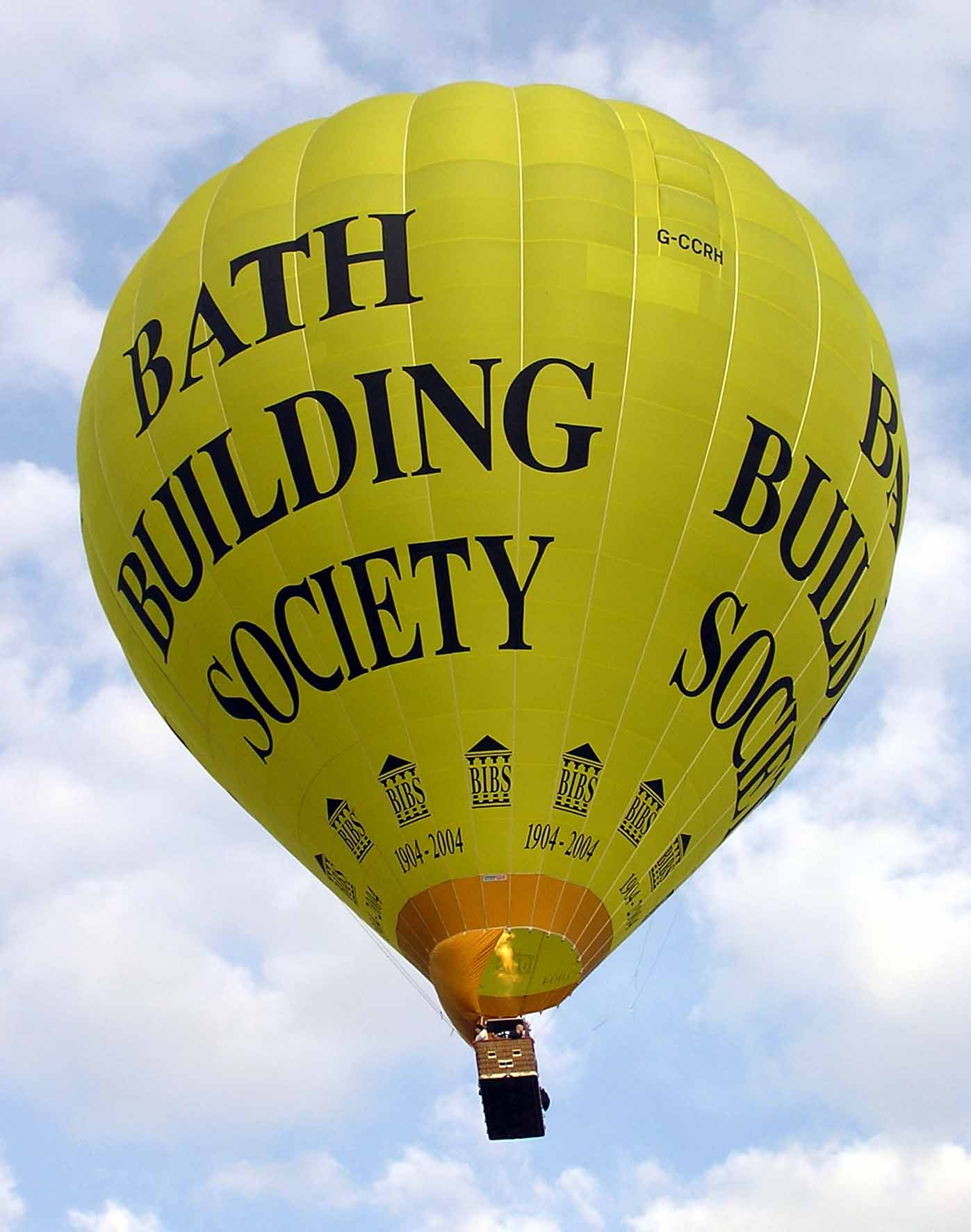
Современный монгольфьер

Аэроста́т (от греч. Αερ — «воздух»; στατός — «неподвижный») — летательный аппарат легче воздуха, принцип действия которого основан на законе Архимеда. 
Для создания подъёмной силы используют заключённый в оболочке газ или нагретый воздух (либо сочетание того и другого) с плотностью меньшей, чем плотность окружающего воздуха.

## Типы
Различают аэростаты:
- привязные, например заградительный аэростат, аэростат наблюдения;
- свободнолетящие, аэростаты, поднимающиеся на высоту более 11 километров, называют стратостатами;
- аэростаты с двигателем — дирижабли.

По природе газа, используемого для наполнения оболочки:
По типу наполнения аэростаты делятся на:
- газовые — шарльеры;
- тепловые — монгольфьеры;
- комбинированные (газовые и тепловые одновременно) — розьеры.

Для наполнения шарльеров применялись и применяются водород и (реже) светильный газ; но эти газы горючи, а их смеси с воздухом взрывоопасны, что требует дополнительных мер предосторожности. Данного недостатка лишён инертный гелий, который также используется в шарльерах; однако гелий достаточно дорог, что препятствует его повсеместному применению в воздухоплавании. Также возможно применение аммиака, который, будучи относительно тяжёлым, всё же легче воздуха.
Монгольфьеры наполняют нагретым воздухом.
По способу перемещения относительно земли:
- свободноплавающие;
- привязные;
- управляемые.

## Применение

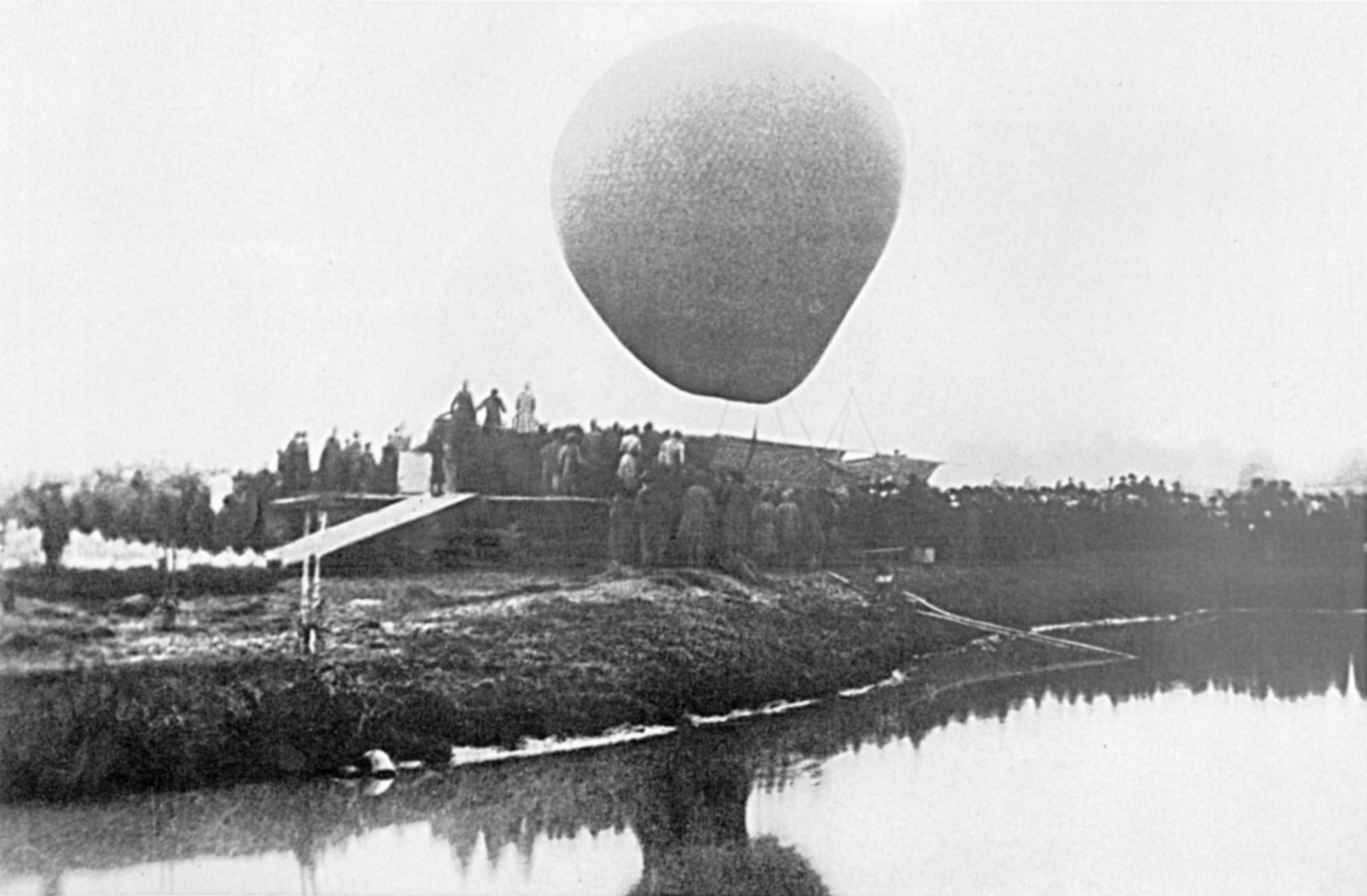
Водородный аэростат «Русский», на котором Менделеев пытался наблюдать солнечное затмение, готовится к запуску, г. Клин

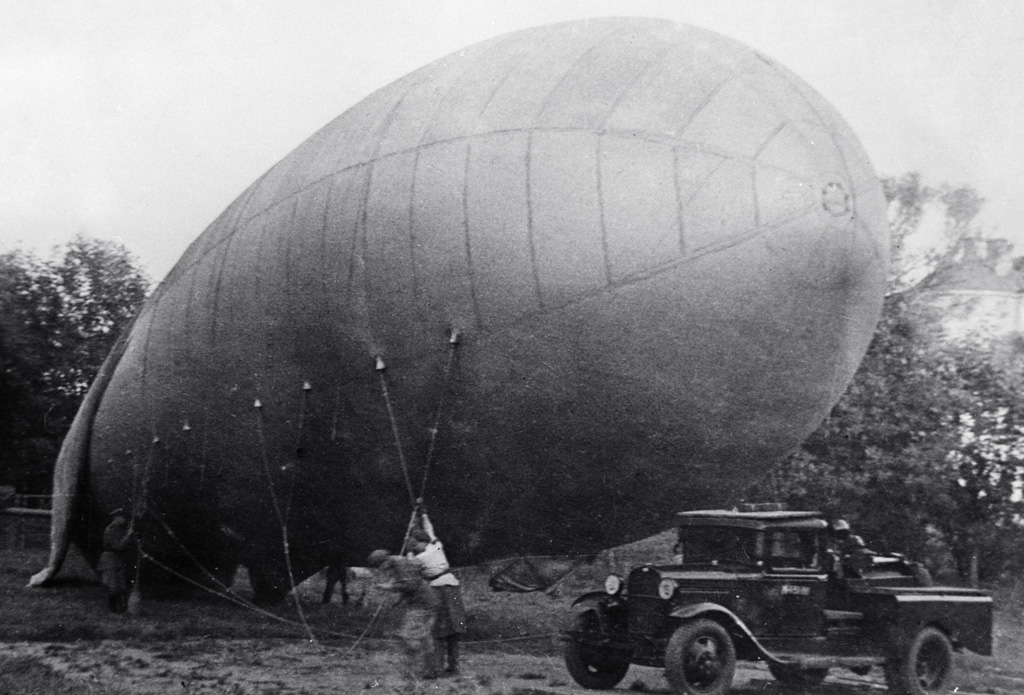
Установка аэростата воздушного заграждения в Москве, 1942 год.

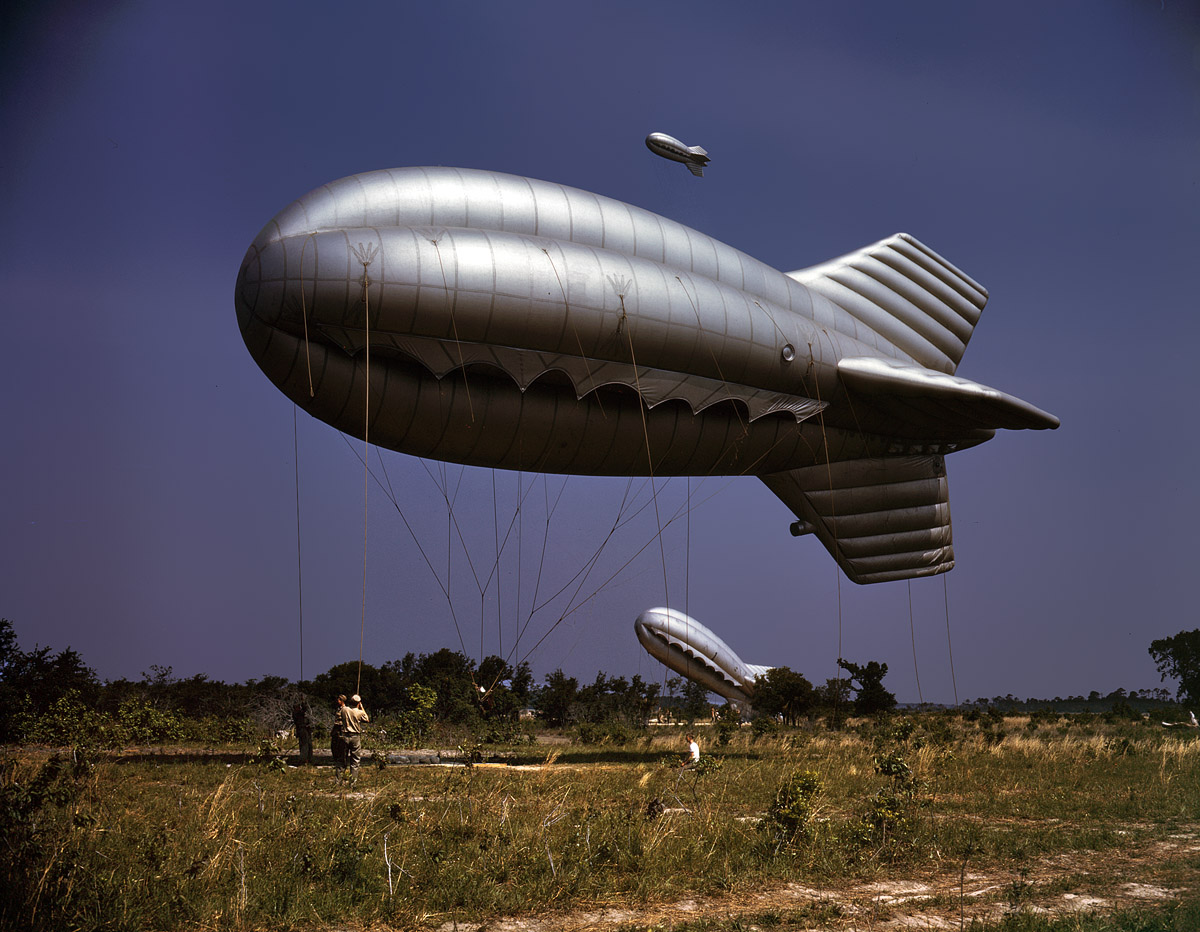
Заградительные аэростаты противовоздушной обороны эпохи Второй мировой войны.

Аэростаты впервые позволили человеку подняться в воздух (Монгольфьер, 1783). В 1862 году воздухоплаватели на аэростате «Mammoth» достигли высоты 9000 метров и столкнулись с проблемой кислородного голодания. В 1931 году Огюст Пикар вывел свой аэростат FNRS-1 в стратосферу на высоту в 15 км. 
В России проект высотного аэростата для полётов в стратосферу был представлен Дмитрием Менделеевым 19 октября 1875 года. Большинство учёных-современников сочли идею нереализуемой, в связи с чем Менделеев не смог получить финансирование своего проекта. В 1887 году Менделеев по приглашению Императорского Русского технического общества совершил полёт на воздушном шаре «Русский» для наблюдения за солнечным затмением 19 августа. Максимальная высота полёта составила 3800 м, дальность 100 км. С конца XIX и до Первой мировой войны одним из организаторов полётов на аэростатах для научных исследований атмосферы был Александр Кованько.

### Военное применение
Блестящим доказательством необходимости привязных аэростатов для армии являлся рост их количества в армиях иностранных государств, а также и в русской армии во время Первой мировой войны.
Германия, имевшая к началу войны всего лишь 27 боевых воздухоплавательных единиц, к концу войны имела их 214; Франция с 12 боевых единиц на сухопутном фронте довела их количество до 200 (кроме того, она имела около 80 морских привязных аэростатов); Великобритания, имевшая к началу войны всего лишь одну воздухоплавательную часть с привязным аэростатом, к концу войны насчитывала 83 воздухоплавательных части на сухопутном фронте и около 80 морских привязных аэростатов; Россия с 27 единиц к началу войны увеличила их количество к концу войны до 83.
Во время Второй мировой войны аэростаты широко применялись для защиты городов, промышленных районов, военно-морских баз и других объектов от нападения с воздуха. Действие аэростатов заграждения было рассчитано на повреждение самолётов при столкновении с тросами, оболочками или подвешиваемыми на тросах зарядами взрывчатого вещества. Наличие в системе ПВО аэростатов заграждения вынуждало самолёты противника летать на больших высотах и затрудняло прицельное бомбометание с пикирования.
Кроме использования в системе ПВО привязные аэростаты применялись для наблюдения за полем боя, корректировки артиллерийского огня и разведки. Также — запуск автоматических аэростатов с зажигательными бомбами и со стальными тросами (для замыкания линий электропередач), разбрасывание пропагандистских листовок.
Во время холодной войны автоматические дрейфующие аэростаты (АДА) широко использовались странами запада для ведения разведки над территорией СССР. Программа использования АДА носила название «Моби Дик». Аппараты были малозаметны, автономны, относительно дёшевы и летали на больших труднодоступных в то время высотах — свыше 20 километров. Это делало обнаружение АДА трудным, а уничтожение неадекватно дорогим: зенитная ракета стоила дороже самого аэростата. Поэтому для борьбы с АДА были разработаны специальные высотные самолёты М-17.
Программа АДА была свёрнута в 1962 году.
В СССР во время холодной войны были созданы аэростат-постановщик пассивных помех АРП, боевые аэростаты ближнего и дальнего действий БАБ-325 и БАД-3500 (БАБ-325 нес бомбовую нагрузку 180 килограммов, а БАД-3500 — 1,2 тонны), аэростат-фоторазведчик АФ-3БВ, аэростат метеорологической разведки МР-2, высотный аэростат-носитель агитматериалов АГ-6.

### Гражданское применение
Одна из основных областей применения — подъём на необходимую высоту систем видеонаблюдения, связи, получения метеоданных.
В конце 1920-х годов немецкий физик Плаусон (англ. Hermann Plauson) с успехом применил привязные аэростаты в качестве приемников атмосферного электричества. С одиночного аэростата в ясную погоду удавалось снять до 3,5 киловатт электрической мощности при напряжении около 120 киловольт. Позже с этим эффектом столкнулись при использовании тросов аэростатов заграждения в качестве антенн дальней радиосвязи. Эта технология может применяться для автономного энергоснабжения. Выход энергии может быть повышен с помощью дугового разрядника, подвешенного на тросе под аэростатом для ионизации атмосферы.
30 января 1930 года советский учёный П. А. Молчанов запустил первый в мире метеорологический  радиозонд. 1 апреля 1935 года С. Н. Вернов провёл измерения космических лучей на высоте до 13,6 км с помощью пары счётчиков Гейгера.
Два аэростата летали в атмосфере Венеры. В июне 1985 года с советских автоматических межпланетных станций «Вега-1» и «Вега-2», пролетавших в окрестностях планеты, было «сброшено» по посадочному модулю и по атмосферному зонду. Аэростатные зонды произвели снижение на парашютах и после наполнения их оболочек гелием начали дрейф в атмосфере планеты на высоте 53-55 км, проводя измерения метеорологических параметров. Продолжительность работы обоих зондов составила более 46 часов.

## Рекорды
27 мая 1931 года Огюст Пиккар и Пауль Кипфер первыми сумели достичь стратосферы на воздушном шаре.
31 августа 1933 года Александр Даля, находясь на борту открытого воздушного шара, сделал первый аэрофотоснимок, на котором видна округлость Земли.
30 сентября 1933 стратостат СССР-1 совершил рекордный подъём на высоту 19 км с экипажем в составе: Бирнбаум Э. К., Годунов К. Д., Прокофьев Г. А.
30 января 1934 года рекорд высоты в 22 000 м был взят на советском стратосферном аэростате «Осоавиахим-1». Данный рекорд был омрачён печальным событием: во время спуска погибли аэронавты П. Ф. Федосеенко, А. Б. Васенко и И. Д. Усыскин. Гелиевый аэростат Explorer II, пилотируемый офицерами Авиационного корпуса Сухопутных войск США (капитаном Оврилом А. Андерсеном, майором Уильямом Кепнером и капитаном Альбертом У. Стивенсом), достиг новой рекордной высоты в 22 066 м 11 ноября 1935 г. 
Текущий рекорд высоты для многоместного пилотируемого аэростата был установлен 4 мая 1961 года: Малкольм Росс и Виктор Пратер на шаре Stratolab V стартовали с палубы корабля USS Antietam в Мексиканском заливе и поднялись на высоту 34 668 м.
Текущий рекорд установил 24 октября 2014 года Алан Юстас, поднявшись над американским штатом Нью-Мексико на высоту около 41 421 метра в скафандре, прикреплённом к воздушному шару.
1 марта 1999 года Бертран Пиккар и Брайан Джонс отправились на аэростате Breitling Orbiter 3 из швейцарской деревни Шато-д’О (фр. Château-d'Œx) в первый беспосадочный кругосветный полёт. Они приземлились в Египте после 40 814 километров полёта спустя 19 дней, 21 час и 55 минут (средняя скорость 85,4 км/ч).
Рекорд высоты для беспилотного шара составляет 53,0 км; шар был запущен JAXA 25 мая 2002 года из префектуры Иватэ, Япония. Это самая большая высота, когда-либо достигнутая воздухоплавательным аппаратом: только ракеты, ракетные самолёты и артиллерийские снаряды могут летать выше.